# Jonsvatnet
Jonsvatnet er en sø som ligger i kommunerne Trondheim og Malvik i Trøndelag. Søen er hoved-drikkevandskilde for Trondheim kommune. Jerfir er et ældre navn på søen.
Jonsvatnet består af tre deler, Litjvatnet, Storvatnet og Kilvatnet. Udløbet fra Jonsvatnet ligger i Litjvatnet, og vandstanden reguleres med et damanlæg. 
Der findes bl.a. ørred, rødding og gedde i søen og, der blev både i 30'erne og 70'erne.
I årene 1936 til 1939  var "Trondheim lufthavn Jonsvatnet" i Valsetbukta. "Det Norske Luftfartsselskap" (DNL) havde en vandflyver-rute mellem Bergen og Tromsø i sommersæsonen. Den vigtigste grund til oprettelsen af denne rute var postvæsenets behov for hurtigere forsendelse af posten. I  1935 var der prøvedrift i juli. Trondheim kommune byggede en ekspeditionsbygning.
Under den tyske invasionen af Norge i 1940 blev Jonsvatnet brugt som fremskudt tysk feltflyveplads, og op til 60 tyske fly brugte den improviserede base. Da foråret kom og isen smeltede var der mindst tre fly tilbage, et Heinkel He 111 og et Junkers Ju 88 bombefly og et Junkers Ju 52 transportfly. Vraget af sidstnævnte fly blev senere ødelagt af udbygningen af en drikkevandsledning på 80'erne. De andre to fly blev efter flere års forberedelser fjernet i 2005. Blandt en af tilskuerne var Artur von Casimir som var med som flyver på et af flyene som sank i 1940. Under fjernelsen af flyene blev der også fundet et tysk Arado Ar 196 rekognoseringsfly som styrtede senere under krigen. Dette fly er imidlertid fredet som krigsgravplads, og blev ikke undersøgt videre.
På Jonsvatnet ligger Trondheim sjøflyplass, Jonsvatnet, som Trondheim kommune har ønsket at nedlægge.